# Inżynieria rolnicza
Inżynieria rolnicza (maszynoznawstwo rolnicze, mechanizacja rolnictwa, technika rolnicza) – dyscyplina naukowa w dziedzinie nauk rolniczych, zajmująca się konstruowaniem, wytwarzaniem i zastosowaniem ciągników, narzędzi, maszyn i urządzeń rolniczych oraz ich oddziaływaniem na glebę i rośliny.
Obejmuje również elektryfikację rolnictwa, projektowanie, wykonawstwo i użytkowanie budowli i urządzeń melioracyjnych, budownictwo rolnicze oraz przechowalnictwo i przetwórstwo płodów rolnych, zagospodarowanie ścieków, ochronę powietrza przed zanieczyszczaniem, ochronę zasobów naturalnych, zrównoważone technologie produkcji, rolnictwo precyzyjne.
Inżynieria rolnicza w postaci pierwszych narzędzi do uprawy gleby była rozwijana od starożytności. Pierwowzory maszyn rolniczych stosowanych współcześnie powstały głównie na przestrzeni osiemnastego i dziewiętnastego stulecia. W 1730 roku zbudowano pług, po raz pierwszy wykorzystując obliczenia teoretyczne. W 1797 roku A.P. Jefferson na podstawie obliczeń matematycznych zbudował odkładnicę śrubową. W 1784 roku J. Cooke zbudował siewnik. W 1785 roku A. Meikle zbudował cepowy zespół młócący. W latach 1826–1828 P. Bell skonstruował żniwiarkę. W 1860 roku w USA, a następnie w Wielkiej Brytanii rozpoczęto próby nad zastosowaniem na potrzeby rolnictwa ciągników z silnikami spalinowymi.
Pierwsze ośrodki naukowe zajmujące się m.in. rozwojem i wdrażaniem inżynierii rolniczej do praktyki powstały w Wielkiej Brytanii i na Węgrzech, a następnie we Francji i w Niemczech. Pierwsza katedra inżynierii wiejskiej na ziemiach polskich powstała w 1871 roku w szkole rolniczej w Dublanach.